# Grafton Galleries
Les Grafton Galleries, ou Grafton Gallery, est une galerie d'art fondée en 1893 à Londres. La galerie a cessé ses activités commerciales vers 1930.

## Historique

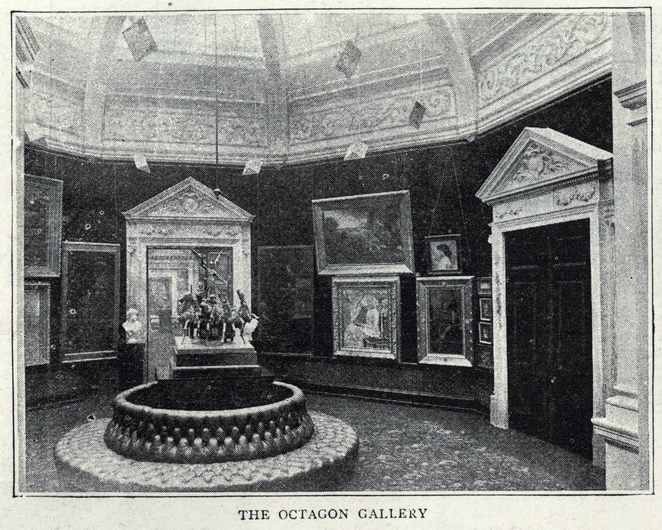
Une salle des Grafton Galleries (The Graphic, 25 février 1893).

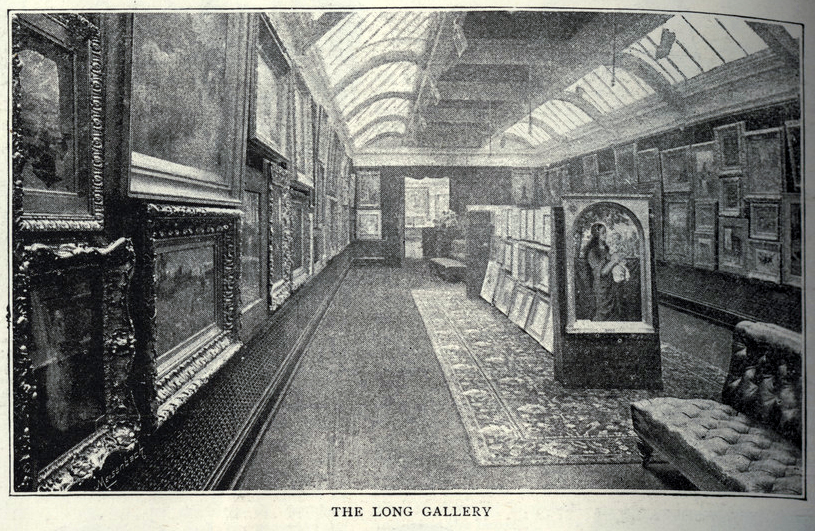
Autre salle (The Graphic, 25 février 1893).

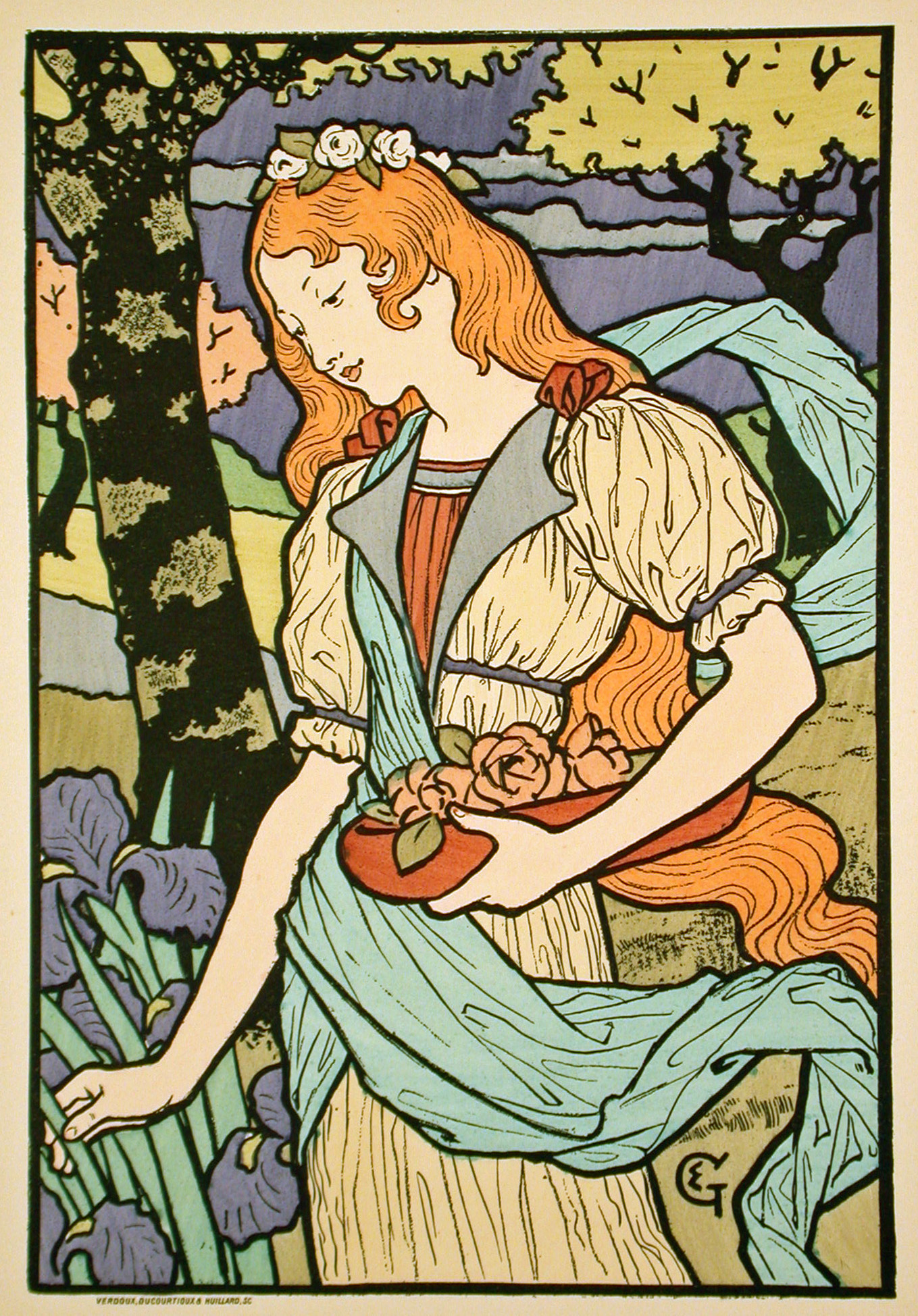
Affiche d'Eugène Grasset pour une exposition d'art décoratif français à la galerie (1893).

Remplaçant la galerie Grosvenor, les Grafton Galleries s’établissent d’abord au 8, Grafton Street (1893), rue à laquelle elles doivent leur nom, puis dans Bond Street (1896), dans le quartier de Mayfair à Londres. Elles se composent alors de quatre salles en enfilade.
Ses locaux, tout nouvellement emménagés avec un grand luxe et dans d’excellentes conditions d’éclairage, se trouvent au centre de la vie artistique de Londres, près de New Bond Street.  
La première exposition s’ouvre le 15 janvier 1893.
À sa fermeture, vers 1930, la galerie est transformée en club de jazz et en cabaret.

## Sélection d'expositions
- 1893 : exposition des artistes-décorateurs[3].

- 1894 : Handsome Ladies exhibition, 250 portraits de femmes, avec des œuvres de Botticelli, Rembrandt, Rubens, Frans Hals, Holbein, Thomas Gainsborough, François Boucher, Jean-Baptiste Greuze et autres[4].

- 1895 : exposition Les beaux enfants[5].

- 1899 : exposition L’art nouveau[6].

- 1903 : exposition de 200 tableaux de peintres français, dont Puvis de Chavannes, Gaston Guignard, Paul Baignères[7].

- 1905 : première exposition de tableaux impressionnistes à Londres organisée par le marchand d’art parisien Paul Durand-Ruel[8]

- 1910 puis 1912 : Manet et les post-impressionnistes, exposition organisée par Roger Fry, avec des œuvres de Matisse, Picasso, André Lhote, Georges Braque[9].

- 1914 : exposition des Anciens maîtres espagnols[10].

- 1917-1920 : London Salon de l'Allied Artists' Association.